# Naburn
Naburn är en ort och civil parish i Storbritannien.   Den ligger i kommuen City of York och riksdelen England, i den centrala delen av landet, 270 km norr om huvudstaden London. Naburn ligger 11 meter över havet och antalet invånare är 470.
Terrängen runt Naburn är mycket platt. Runt Naburn är det ganska tätbefolkat, med 120 invånare per kvadratkilometer. Närmaste större samhälle är York, 6,1 km norr om Naburn. Trakten runt Naburn består till största delen av jordbruksmark.